# Karl Kaufmann
Karl Kaufmann, född den 10 oktober 1900 i Krefeld, död den 4 december 1969 i Hamburg, var en tysk nazistisk politiker. Han var från 1929 till 1945 Gauleiter i Gau Hamburg. Från 1933 till 1945 var han därtill riksståthållare. Kaufmann lät år 1933 inrätta koncentrationslägret Fuhlsbüttel (Konzentrationslager Fuhlsbüttel, förkortat KolaFu).